# Пиньейру-Прету
Пиньейру-Прету (порт. Pinheiro Preto)  —  муниципалитет в Бразилии, входит в штат Санта-Катарина. Составная часть мезорегиона Запад штата Санта-Катарина. Входит в экономико-статистический  микрорегион Жоасаба. Население составляет 2991 человек на 2006 год. Занимает площадь 65,705 км². Плотность населения — 45,5 чел./км².

## История
Город основан 19 мая 1962 года.

## Статистика
- Валовой внутренний продукт на 2003 составляет 47.861.391,00 реалов (данные: Бразильский институт географии и статистики).
- Валовой внутренний продукт на душу населения на 2003 составляет 16.670,63 реалов (данные: Бразильский институт географии и статистики).
- Индекс развития человеческого потенциала на 2000 составляет 0,818 (данные: Программа развития ООН).